# حارة المناكيب (الحصن)

تعديل مصدري - تعديل

المناكيب هي إحدى حارات حي عبدالله محسن بمدينة الحصن التابعة لمحافظة أبين، بلغ تعداد سكانها 360 نسمة حسب تعداد اليمن لعام 2004.